# Atletica leggera ai Giochi della XX Olimpiade - Getto del peso femminile
Il getto del peso ha fatto parte del programma femminile di atletica leggera ai Giochi della XX Olimpiade. La competizione si è svolta nei giorni 4 e 7 settembre 1972 allo Stadio olimpico di Monaco.

## Presenze ed assenze delle campionesse in carica
| Competizione      | Atleta          | Prestazione | Monaco 1972     |
| ----------------- | --------------- | ----------- | --------------- |
| Olimpiadi 1968    | Margitta Gummel | 19,61 m     | Presente        |
| Commonwealth 1970 | Mary Peters     | 15,93 m     | Solo Pentathlon |
| Asiatici 1970     | Paik Ok-ja      | 14,57 m     | Presente        |
| Panamericani 1971 | Lynn Graham     | 15,76 m     | Presente        |
| Europei 1971      | Nadežda Čižova  | 20,16 m     | Presente        |

1. ↑  Durante la stagione l'atleta sovietica stabilisce il nuovo record del mondo con 20,63 m.

## Risultati

### Turno eliminatorio
Qualificazione16,20 m
Tredici atlete ottengono la misura richiesta.

La miglior prestazione appartiene a Ivanka Khristova (Bul) con 19,20 m.
| Pos. | Atleta             | Nazione          | Prove | Prove | Prove | Misura | Note |
| Pos. | Atleta             | Nazione          | 1ª    | 2ª    | 3ª    | Misura | Note |
| ---- | ------------------ | ---------------- | ----- | ----- | ----- | ------ | ---- |
| 1    | Ivanka Hristova    | Bulgaria         | 19,20 | -     | -     | 19,20  | Q    |
| 2    | Marianne Adam      | Germania Est     | 19,11 | -     | -     | 19,11  | Q    |
| 3    | Margitta Gummel    | Germania Est     | 18,82 | -     | -     | 18,82  | Q    |
| 4    | Helena Fibingerová | Cecoslovacchia   | 18,66 | -     | -     | 18,66  | Q    |
| 5    | Nadežda Čižova     | Unione Sovietica | 18,54 | -     | -     | 18,54  | Q    |
| 6    | Marita Lange       | Germania Est     | 18,16 | -     | -     | 18,16  | Q    |
| 7    | Antonina Ivanova   | Unione Sovietica | 17,87 | -     | -     | 17,87  | Q    |
| 8    | Radostina Vasekova | Bulgaria         | 17,78 | -     | -     | 17,78  | Q    |
| 9    | Elena Stoyanova    | Bulgaria         | 17,70 | -     | -     | 17,70  | Q    |
| 10   | Ludwika Chewińska  | Polonia          | 17,40 | -     | -     | 17,40  | Q    |
| 11   | Svitlana Kračevska | Unione Sovietica | 17,18 | -     | -     | 17,18  | Q    |
| 12   | Valentina Cioltan  | Romania          | 16,85 | -     | -     | 16,85  | Q    |
| 13   | Judit Bognár       | Ungheria         | 16,52 | -     | -     | 16,52  | Q    |
| 14   | Maren Seidler      | Stati Uniti      | 15,63 | 16,05 | 16,18 | 16,18  |      |
| 15   | Baeg Ok-Ja         | Corea del Sud    | n     | 15,78 | n     | 15,78  |      |
| 16   | Jan Svendsen       | Stati Uniti      | 14,48 | n     | 14,96 | 14,96  |      |
| 17   | Rosa Molina        | Cile             | 14,59 | 14,61 | 14,41 | 14,61  |      |
| 18   | Nnenna Njoku       | Nigeria          | 10,63 | 10,40 | 9,06  | 10,63  |      |

### Finale
Una concorrente uccide la gara al primo lancio (sembra quasi una consuetudine a Monaco): la sovietica Chizhova scaglia la palla di ferro oltre i 21 metri. Batte di 40 cm il precedente record del mondo ed è la prima donna a superare la barriera. La Chizhova si infila virtualmente la medaglia d'oro al collo. Il resto della gara serve per attribuire le altre due medaglie. Alla fine della gara il distacco tra l'oro e l'argento è di 81 centimetri, uno dei più alti nella storia dei Giochi.
| Pos.    | Atleta             | Età | Nazione          | Prove | Prove | Prove | Prove                       | Prove                       | Prove                       | Misura | Note            |
| Pos.    | Atleta             | Età | Nazione          | 1ª    | 2ª    | 3ª    | 4ª                          | 5ª                          | 6ª                          | Misura | Note            |
| ------- | ------------------ | --- | ---------------- | ----- | ----- | ----- | --------------------------- | --------------------------- | --------------------------- | ------ | --------------- |
| Oro     | Nadežda Čižova     | 26  | Unione Sovietica | 21,03 | 20,36 | 20,58 | 19,97                       | n                           | n                           | 21,03  | Record mondiale |
| Argento | Margitta Gummel    | 31  | Germania Est     | 18,46 | 18,83 | 19,55 | 20,22                       | 19,53                       | 18,95                       | 20,22  |                 |
| Bronzo  | Ivanka Hristova    | 30  | Bulgaria         | 19,35 | n     | 19,22 | n                           | 18,82                       | n                           | 19,35  |                 |
| 4       | Svitlana Kračevska | 27  | Unione Sovietica | 18,43 | 19,24 | n     | 18,74                       | n                           | 18,71                       | 19,24  |                 |
| 5       | Marianne Adam      | 20  | Germania Est     | 18,75 | n     | 18,58 | 18,94                       | 18,91                       | 18,71                       | 18,94  |                 |
| 6       | Marita Lange       | 29  | Germania Est     | n     | 18,46 | 18,29 | 18,85                       | 18,38                       | n                           | 18,85  |                 |
| 7       | Helena Fibingerová | 23  | Cecoslovacchia   | 18,62 | n     | n     | 18,59                       | 18,81                       | n                           | 18,81  |                 |
| 8       | Elena Stoyanova    | 20  | Bulgaria         | 18,24 | 17,75 | 18,34 | n                           | 17,55                       | -                           | 18,34  |                 |
| 9       | Antonina Ivanova   | 39  | Unione Sovietica | 18,28 | 17,99 | 17,98 | Non ammessi ai lanci finali | Non ammessi ai lanci finali | Non ammessi ai lanci finali | 18,28  |                 |
| 10      | Ludwika Chewińska  | 23  | Polonia          | 17,71 | 18,24 | 17,73 | Non ammessi ai lanci finali | Non ammessi ai lanci finali | Non ammessi ai lanci finali | 18,24  |                 |
| 11      | Judit Bognár       | 33  | Ungheria         | 17,93 | 17,97 | 18,23 | Non ammessi ai lanci finali | Non ammessi ai lanci finali | Non ammessi ai lanci finali | 18,23  |                 |
| 12      | Radostina Vasekova | 22  | Bulgaria         | 17,86 | 17,48 | 17,52 | Non ammessi ai lanci finali | Non ammessi ai lanci finali | Non ammessi ai lanci finali | 17,86  |                 |
| 13      | Valentina Cioltan  | 20  | Romania          | 16,37 | 16,62 | n     | Non ammessi ai lanci finali | Non ammessi ai lanci finali | Non ammessi ai lanci finali | 16,62  |                 |